# Saint-Marin aux Jeux olympiques d'été de 2016
Saint-Marin participe aux Jeux olympiques d'été de 2016 à Rio de Janeiro au Brésil du 5 au 21 août 2016. Il s'agit de sa 14e participation à des Jeux olympiques d'été.

## Athlétisme

### Homme
| Athlètes      | Compétitions    | Série  | Série | Demi-finales | Demi-finales | Finale  | Finale  |
| Athlètes      | Compétitions    | Temps  | Rang  | Temps        | Rang         | Temps   | Rang    |
| ------------- | --------------- | ------ | ----- | ------------ | ------------ | ------- | ------- |
| Eugenio Rossi | Saut en hauteur | 2,17 m | 35e   | NC           | NC           | Éliminé | Éliminé |

## Tir
Trois athlètes sont qualifiés pour ces Jeux olympiques.